# Towarzystwo Kółek Rolniczych im. Stanisława Staszica
Towarzystwo Kółek Rolniczych im. Stanisława Staszica – legalne społeczno-gospodarcze stowarzyszenie chłopów Królestwa Polskiego działające w latach 1906–1915.

## Działalność
Powstało 9 grudnia 1906 z inicjatywy działaczy Związku Młodej Polski Ludowej na zebraniu w którym uczestniczyło 200 chłopów. Wśród założycieli i organizatorów TKR znaleźli się wszyscy członkowie redakcji „Siewby” Celem Towarzystwa było „podniesienie dobrobytu, oświaty i moralności ludu”, a także „krzewienie wiedzy demokratyzmu i świadomość praw i obowiązków obywatelskich”. Do czołowych działaczy należeli aktywiści ruchu siewbiarskiego i zaraniarskiego: Tomasz Nocznicki, Błażej Dzikowski, Jan Kielak, Piotr Koczara, Teofil Kurczak, Mateusz Manterys. Na czele TKR stał Zarząd Główny. Podlegały mu kółka rolnicze których w latach 1907–1914 zorganizowano łącznie 140 (głównie w Warszawskiem, Kieleckiem, Lubelskiem) zrzeszających ok. 3 tys. chłopów. Kółka rolnicze organizowały pogadanki i odczyty o rolnictwie i hodowli bydła, prowadziły poletka doświadczalne, pośredniczyły w sprowadzaniu maszyn rolniczych i ziarna siewnego, tworzyły spółki mleczarskie i zakładały biblioteki. Po powstaniu w grudniu 1915 Polskiego Stronnictwa Ludowego Towarzystwo zgodnie ze stanowiskiem tej partii włączyło się do pracy Wydziału Kółek Rolniczych (WKR) przy Centralnym Towarzystwie Rolniczym. Od 1917 PSL domagało się usamodzielnienia WKR od CTR. Częściowo ten zamiar zrealizował zjazd WKR w styczniu 1918 gdy przemianowano go na Towarzystwo Kółek Rolniczych przy CTR. Dopiero jednak na zjeździe w marcu 1920 na bazie TKR powstał już w pełni samodzielny Centralny Związek Kółek Rolniczych.

## Źródła
- Statut Towarzystwa Kółek Rolniczych im. Staszica (zarejestrowany przez warszawski urząd do spraw związków i stowarzyszeń, d. 9 listopada 1906 r. pod nr. 35) Warszawa 1906, Biblioteka Cyfrowa WBP w Lublinie – wersja elektroniczna